# Glória de Matos
Maria da Glória Martins de Matos Mendes, mais conhecida por Glória de Matos (Lisboa, 30 de maio de 1936), é uma galardoada atriz portuguesa.

## Biografia
Glória de Matos nasceu a 30 de maio de 1936 em Lisboa.
Iniciou a sua carreira de atriz junto de Fernando Amado. Com este ajudou a fundar a Casa da Comédia, onde foi atriz residente e membro diretivo. Integrada no Grupo Fernando Pessoa fez uma digressão no Brasil, em 1962, para no ano seguinte, se fixar no Reino Unido. Graças a uma bolsa da Fundação Calouste Gulbenkian, diploma-se em Teatro. Em 1966 inicia uma colaboração com Raul Solnado, em 1968 ingressa na Companhia Portuguesa de Comediantes, em 1969 está na companhia do Teatro Nacional D. Maria II. Recebe, entre outros, da Associação Portuguesa de Críticos de Teatro o prémio de melhor atriz, pela interpretação em Quem Tem Medo de Virginia Woolf? (1971), de Edward Albee, em 1972.
No cinema estreia-se em Operação Dinamite (1967) de Pedro Martins. Salienta-se a colaboração com o realizador Manoel de Oliveira, tendo participado em Benilde ou A Virgem Mãe (1975), Francisca (1981), Os Canibais (1988), Vale Abraão (1993), O Quinto Império (2004), Espelho Mágico (2005) e Singularidades de uma Rapariga Loura (2009).
Professora da Escola de Teatro do Conservatório Nacional, de 1971 a 1975, e, da sua sucessora, a Escola Superior de Teatro e Cinema, entre 1980 e 1999, foi ainda conselheira de programação por três anos, e orientadora do Centro de Formação da RTP, por doze anos. Na Universidade Aberta regeu a disciplina de Expressão Oral no Curso de Mestrado em Comunicação Educacional e Multimédia, de 1991 a 1995. Foi ainda assessora da Secretaria de Estado da Cultura, de 1990 a 1992, membro da Alta Autoridade para a Comunicação Social, de 1991 a 1994 e assessora do Instituto de Artes Cénicas, entre 1994 e 1998.
Em 2005 integrou, com as atrizes Fernanda Montemor, Maria José, Lia Gama e Lurdes Norberto, o elenco de cinco atrizes da peça A Mais Velha Profissão, de Paula Vogel, encenada por Fernanda Lapa no Teatro Nacional D. Maria II. Esta produção recebeu o Globo de Ouro (2006), para "Melhor Peça/Espetáculo".

## Televisão
| Ano  | Título                                      | Ref.   |
| ---- | ------------------------------------------- | ------ |
| 1961 | Dinis e Isabel                              |        |
| 1961 | O Natal do Zé Caniço                        |        |
| 1961 | A Noite de Todos                            |        |
| 1963 | Primerose                                   |        |
| 1965 | Celimena                                    |        |
| 1965 | Os Apaixonados                              |        |
| 1965 | Histórias Simples da Gente Cá do Meu Bairro |        |
| 1966 | O Retrato de Marcelo                        |        |
| 1969 | Othelo                                      |        |
| 1972 | O Ausente                                   |        |
| 1972 | A Longa Ceia de Natal                       |        |
| 1973 | O Rei Está a Morrer                         | [ 7 ]  |
| 1982 | Vila Faia                                   | [ 8 ]  |
| 1983 | Origens                                     | [ 9 ]  |
| 1988 | Baton                                       | [ 10 ] |
| 1988 | Cacau da Ribeira                            | [ 11 ] |
| 1991 | Por Mares Nunca Dantes Navegados            | [ 12 ] |
| 1998 | Terra Mãe                                   | [ 13 ] |

## Filmografia
| Ano  | Título                               | Ref.  |
| ---- | ------------------------------------ | ----- |
| 1967 | Operação Dinamite                    | [ 4 ] |
| 1975 | Benilde ou A Virgem Mãe              | [ 4 ] |
| 1981 | Francisca                            | [ 4 ] |
| 1988 | Os Canibais                          | [ 4 ] |
| 1990 | Encontro em Lisboa                   | [ 4 ] |
| 1993 | Vale Abraão                          | [ 4 ] |
| 2004 | O Quinto Império                     | [ 4 ] |
| 2005 | Espelho Mágico                       | [ 4 ] |
| 2009 | Singularidades de uma Rapariga Loura | [ 4 ] |

## Teatro
| Ano  | Título                                                                               | Companhia                                        | Ref.         |
| ---- | ------------------------------------------------------------------------------------ | ------------------------------------------------ | ------------ |
| 1961 | O Marinheiro                                                                         | Grupo Fernando Pessoa                            | [ 2 ]        |
| 1962 | O Morgado de Fafe                                                                    | Casa da Comédia                                  | [ 2 ]        |
| 1963 | Verbo Escuro + Regresso ao Paraíso                                                   | Casa da Comédia                                  | [ 2 ]        |
| 1963 | Verbo Escuro + Farsa Chamada Auto da Índia + Três Debuxos Teatrais de Fernando Amado | Casa da Comédia                                  | [ 2 ]        |
| 1966 | O Barbeiro de Sevilha                                                                | TEP - Teatro Experimental do Porto               | [ 2 ]        |
| 1966 | Quando É Que Tu Casas com a Minha Mulher?                                            |                                                  | [ 2 ]        |
| 1966 | Querida Mulatinha                                                                    |                                                  | [ 2 ]        |
| 1967 | António Marinheiro (O Édipo de Alfama)                                               | CPC - Companhia Portuguesa de Comediantes        | [ 2 ]        |
| 1968 | As Três Perfeitas Casadas                                                            | Companhia Rey Colaço-Robles Monteiro             | [ 2 ]        |
| 1969 | Os Visigodos                                                                         | Companhia Rey Colaço-Robles Monteiro             | [ 2 ]        |
| 1969 | A Esfera Facetada                                                                    | Companhia Rey Colaço-Robles Monteiro             | [ 2 ]        |
| 1970 | O Cravo Espanhol                                                                     | Companhia Rey Colaço-Robles Monteiro             | [ 2 ]        |
| 1970 | Tchau                                                                                | Companhia Rey Colaço-Robles Monteiro             | [ 2 ]        |
| 1970 | O Preço                                                                              | Empresa Vasco Morgado                            | [ 2 ]        |
| 1971 | Quem Tem Medo de Virginia Woolf?                                                     | Empresa Vasco Morgado                            | [ 2 ]        |
| 1974 | O Terror e a Miséria no III Reich                                                    | Teatro da Cornucópia                             | [ 2 ]        |
| 1985 | O Marinheiro ou Hamlet e o Pavor Desconhecido                                        | Grupo Fernando Pessoa                            | [ 2 ]        |
| 1995 | Ricardo II                                                                           | TNDMII - Teatro Nacional D. Maria II (companhia) | [ 2 ]        |
| 1996 | Três Mulheres Altas                                                                  | TNDMII - Teatro Nacional D. Maria II (companhia) | [ 2 ]        |
| 2002 | Barcas                                                                               | TNDMII - Teatro Nacional D. Maria II (companhia) | [ 2 ] [ 16 ] |
| 2005 | A Mais Velha Profissão                                                               |                                                  | [ 5 ] [ 2 ]  |

## Rádio - Teatro Radiofónico
- 1969 - O Grande Industrial (folhetim)
- 1973 - Quando Despertarmos de Entre os Mortos (peça)[17]
- 1980 - Ana Karenine (folhetim)

..

## Prémio e distinções
- Pelo seu desempenho em Quem Tem Medo de Virginia Woolf? Glória de Matos partilhou o Prémio Bordalo (1971), ou Prémio da Imprensa, de "Melhor Intérprete" na categoria "Teatro", com Manuela de Freitas (O Fim). Na cerimónia realizada a 23 de março de 1972, no Teatro São Luiz, a Casa da Imprensa distinguiu ainda na mesma categoria os atores Ruy de Carvalho, António Montez e Maria Vitória (Revelação), o cenógrafo Rui Mesquita e os encenadores Jorge Listopad (O Fim) e Carlos Avilez (Ivone, Princesa da Borgonha).[18]
- Ainda pelo seu trabalho em Quem Tem Medo de Virginia Woolf? de Edward Albee, foi atribuído a Glória de Matos o Prémio Lucinda Simões (1972) pela Secretaria de Estado da Informação e Turismo (SEIT) para "melhor intérprete feminino de teatro declamado".[19]
- A 26 de março de 2006 Glória de Matos foi distinguida pelo Ministério da Cultura com a Medalha de Mérito Cultural.[5][20]
- Em forma de homenagem, uma placa com o nome de Glória de Matos encontra-se afixada no Salão Nobre do Teatro Nacional D. Maria II, junto com nomes como Fernanda Borsatti, Glicínia Quartin, Maria do Céu Guerra ou Raquel Maria.[21]